# Sprawa morderstwa Parker–Hulme

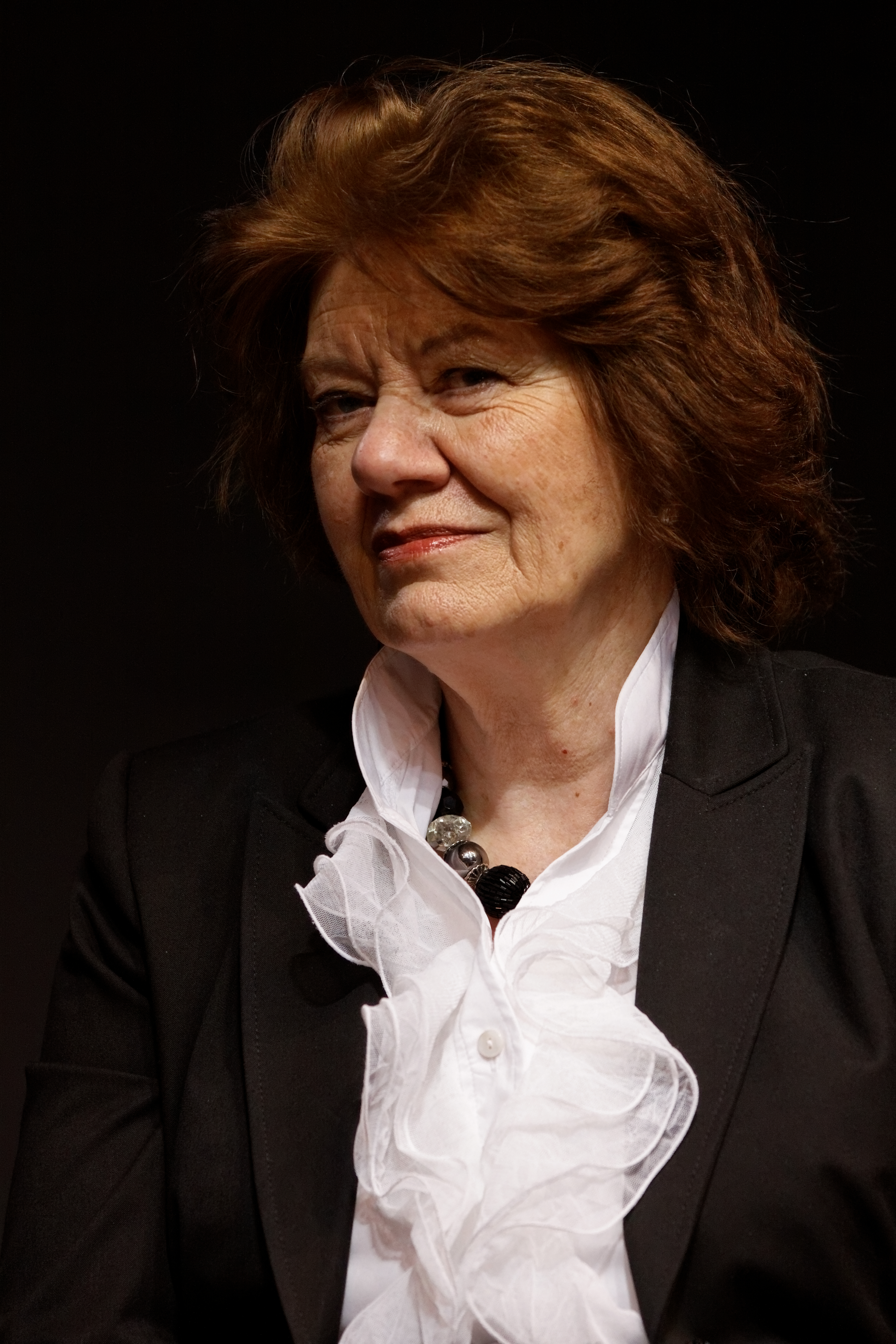
Juliet Hulme – Anne Perry (2012)

Sprawa morderstwa Parker-Hulme (ang. Parker–Hulme murder case) – nowozelandzka sprawa morderstwa popełnionego 22 czerwca 1954 na Honorah Rieper (znanej także jako Honorah Parker) przez jej nastoletnią córkę Pauline Parker oraz najlepszą przyjaciółkę Pauline, Juliet Hulme (znaną jako Anne Perry, autorkę powieści kryminalnych). Kobieta została zamordowana w mieście  Christchurch. W chwili popełnienia przestępstwa Parker miała 15 lat (rocznikowo 16), a Hulme 16. Morderstwo zainspirowało licznych twórców, w tym Petera Jacksona, który bazując na tej historii stworzył film Niebiańskie stworzenia.
Obydwie morderczynie zostały skazane na pięć lat pozbawienia wolności. Pauline spędziła wyrok w Paparua Prison, a Juliet w Mount Eden Prisons oraz Arohata Prison.

## Morderstwo
W dniu 22 czerwca 1954 ciało Honorah Rieper zostało odkryte w Victoria Park w Christchurch w Nowej Zelandii. Tego ranka, Honorah poszła na spacer ze swoją córką Pauline Parker i najlepszą przyjaciółką Pauline, Juliet Hulme. Przeszły około 130 metrów wzdłuż ścieżki, w zalesionym terenie parku, w pobliżu małego drewnianego mostu. Wtedy to Hulme i Parker zabiły Honorah wykorzystując cegłę. Po popełnieniu morderstwa, które wcześniej wspólnie zaplanowały,  wróciły do znajdującej się nieopodal herbaciarni, gdzie cała trójka jadła zaledwie kilka minut wcześniej. Spotkali ich Agnes i Kenneth Ritchie, właściciele lokalu. Dziewczęta powiedziały im, że Honorah upadła, uderzając się w głowę. Jej ciało odnalazł Kenneth Ritchie. Prędko odkryto poważne rany na jej głowie, szyi i twarzy, z niewielkimi obrażeniami palców. Policja wkrótce znalazła narzędzie zbrodni, którym dokonano morderstwa, w pobliskim lesie.